# پترن (نقش‌مایه، نگاره)
یک پَتِرن، تکراری منظم در جهان است، در طرح ساخته شده انسان، یا در ایده‌های انتزاعی. بدین ترتیب، نقش‌مایه‌های یک پترن به روشی قابل پیش‌بینی تکرار می‌شوند. پترن هندسی نوعی پترن است که از اشکال هندسی تشکیل شده مانند طرح کاغذ دیواری و به‌طور معمول تکرار شده‌است.
هر یک از حواس ممکن است مستقیماً ناظر بر پترن باشند. برعکس، پترن‌های انتزاعی در علوم، ریاضیات یا زبان فقط با تجزیه و تحلیل قابل مشاهده هستند. مشاهده مستقیم در عمل به معنای مشاهده پترن دیدنی است که در طبیعت و هنر فراوان است. پترن‌های مشهود در طبیعت اغلب بی‌نظم هستند، به‌ندرت دقیقاً تکرار می‌شوند و اغلب درگیر فراکتال‌ها هستند. پترن‌های طبیعی شامل مارپیچ‌ها، پیچ و خم‌ها، امواج، کف‌ها، کاشی، ترک‌ها و آنهایی که در اثر تقارن‌های چرخش و بازتاب ایجاد شده‌اند. پترن‌ها یک ساختار زیربنایی ریاضی دارند؛ در واقع، ریاضیات را می‌توان جستجوی ترتیبات دانست و خروجی هر تابعی یک پترن ریاضی است. به همین ترتیب در علوم، نظریه‌ها ترتیبات را در جهان تبیین و پیش‌بینی می‌کنند.
در هنر و معماری، تزئینات یا نقوش بصری ممکن است با هم ترکیب شده و تکرار شوند تا پترن‌هایی شکل بگیرند که طراحی شده‌اند تا تأثیر بخصوصی را بر بیننده بگذارند. در علوم کامپیوتر، پترن طراحی نرم افزار یک راه حل شناخته شده برای یک دسته از مشکلات برنامه‌نویسی است. در مد، پترن الگویی است که برای تولید هر تعداد لباس مشابه استفاده می‌شود.

## طبیعت
طبیعت نمونه‌هایی از انواع مختلف پترن، از جمله تقارن، درختان و سایر ساختارها با بعد فراکتال، مارپیچ، پیچ و خم، امواج، کف، چیدمانی، تَرک و راه‌راه را ارائه می‌دهد.

### تقارن

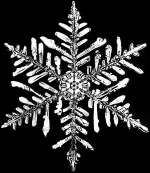
تقارن شش برابر دانه برف

تقارن در موجودات زنده گسترده‌است. حیواناتی که حرکت می‌کنند معمولاً دارای تقارن دو طرفه یا آینه‌ای هستند زیرا این امر به نفع حرکت است. گیاهان اغلب دارای تقارن شعاعی یا چرخشی هستند، مانند بسیاری از گل‌ها، و همچنین حیواناتی که در بزرگسالی تا حد زیادی ثابت هستند، مانند شقایق‌های دریایی. تقارن پنج‌تا (لا) در اکینودرمها، از جمله ستاره دریایی، جوجه تیغی‌های دریایی و نیلوفرهای دریایی یافت می‌شود.
در میان موجودات غیر زنده، دانه‌های برف دارای تقارن شگفت‌انگیز شش‌تا هستند: هر پوسته منحصر به فرد است، ساختار آن شرایط متفاوتی را در طول تبلور خود به‌طور مشابه در هر شش بازوی خود ثبت می‌کند. بلورها دارای مجموعه ای کاملاً خاص از تقارنهای کریستالی ممکن هستند. آنها می‌توانند مکعب یا هشت وجهی باشند، اما نمی‌توانند تقارن پنج برابر داشته باشند (بر خلاف شبه کریستال‌ها).

### مارپیچ‌ها

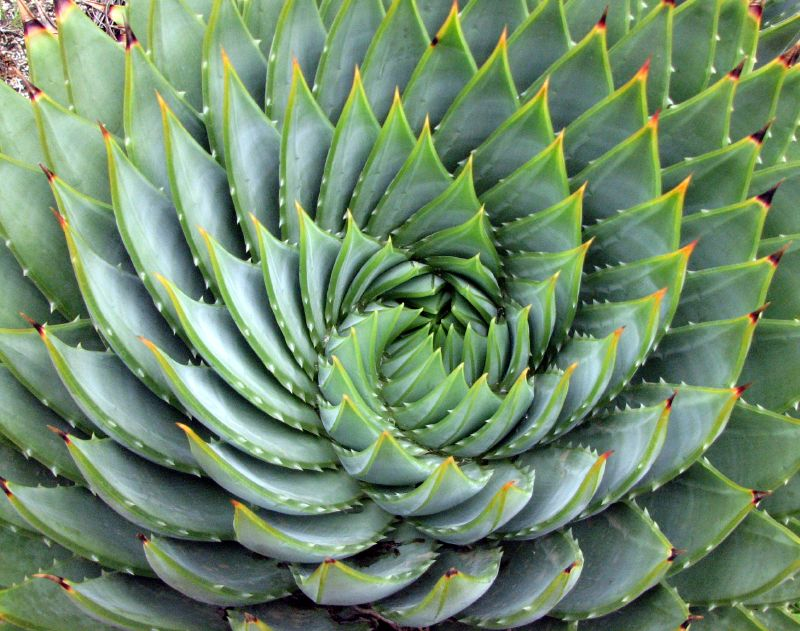
آلوئه polyphylla phyllotaxis

پترن‌های مارپیچی در ریخت بدن حیوانات از جمله نرم تنان مانند ناوتیلوس و در آرایش-برگی بسیاری از گیاهان وجود دارد، هم در برگهایی که به صورت مارپیچ اطراف ساقه‌ها می‌پیچند، و در مارپیچ‌های متعددی که در سرگل‌ها مانند آفتابگردان و ساختارهای میوه مانند آناناس وجود دارد.

### آشفتگی، تلاطم، پیچ و خم و پیچیدگی

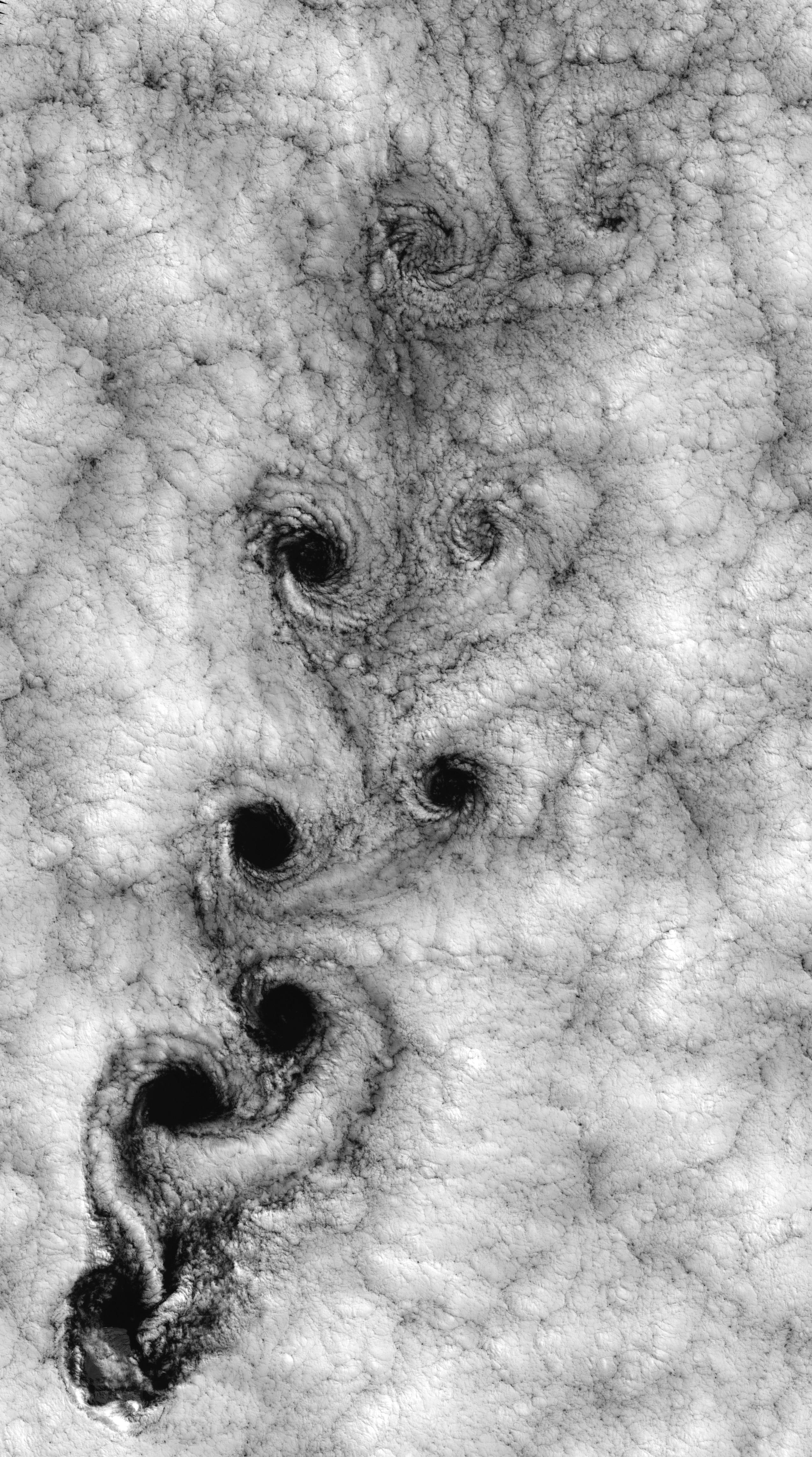
تلاطم مسیر گرداب

گرچه قوانین فیزیک قطعی است، اما نظریه آشفتگی پیش‌بینی می‌کند که، رویدادها و پترن‌هایی در طبیعت وجود دارد، که هرگز دقیقاً تکرار نمی‌شوند زیرا اختلافات بسیار کم در شرایط شروع می‌تواند منجر به نتایج بسیار متفاوتی شود. پترن‌ها در طبیعت به دلیل پراکندگی در فرایند ظهور، استاتیک هستند، اما وقتی بین تزریق انرژی و پراکندگی اثر متقابل وجود داشته باشد، یک داینامیک پیچیده به‌وجود می‌آید. بسیاری از پترن‌های طبیعی توسط این پیچیدگی شکل گرفته‌است، از جمله مسیرهای گرداب، اثرات دیگر جریان آشفته مانند پیچ و خم در رودخانه‌ها. یا فعل و انفعال غیر خطی سامانه.

### امواج، تپه‌های شنی

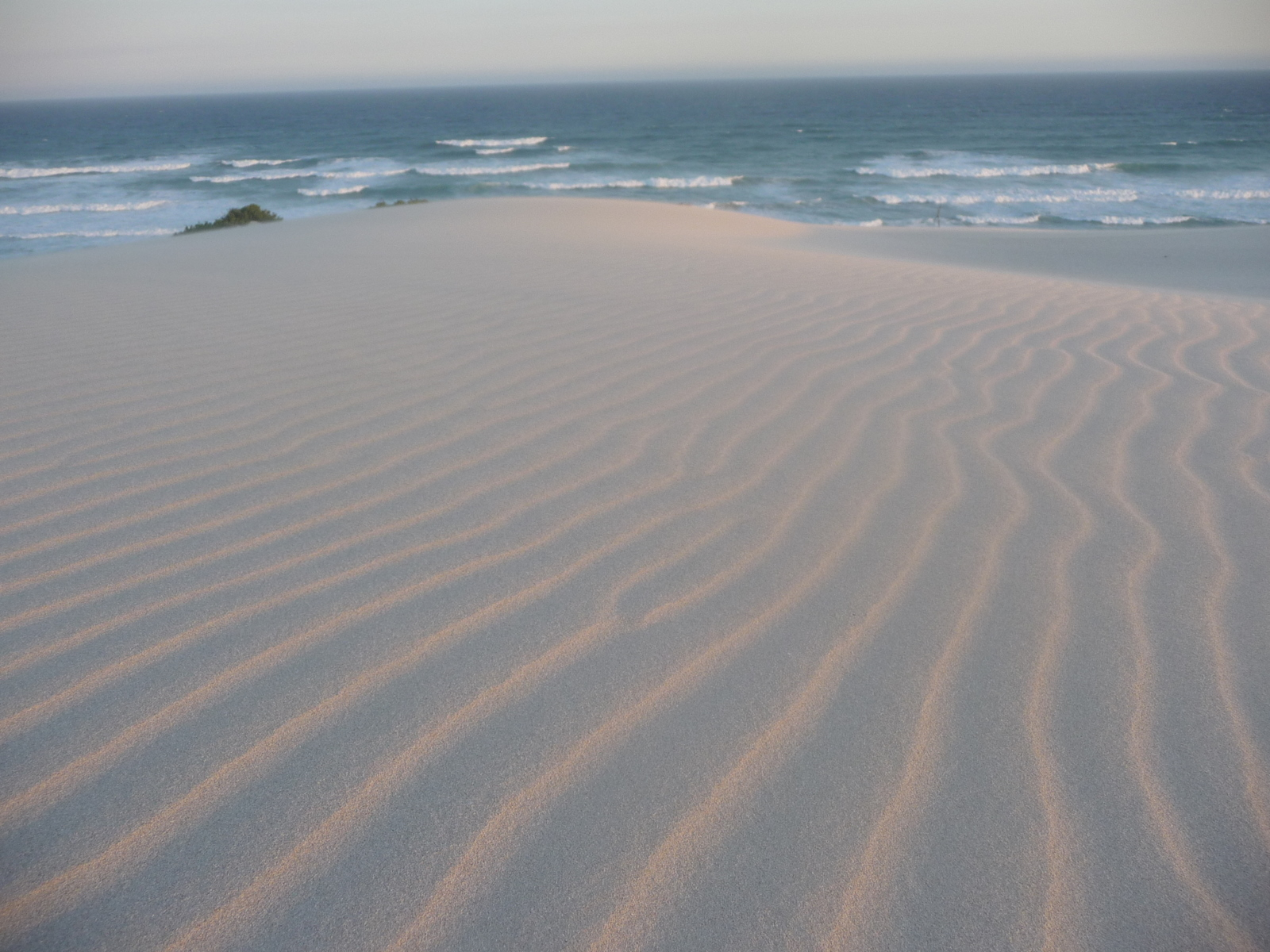
تلماسه موجدار شدن

موج‌ها آشفتگی‌هایی هستند که هنگام حرکت انرژی را حمل می‌کنند. امواج مکانیکی از طریق یک رسانه مانند هوا - آب انتشار می‌یابند و باعث می‌شوند هنگام عبور آن نوسان پیدا کند. امواج باد امواج سطحی هستند که پترن‌های بی‌نظم دریا را ایجاد می‌کنند. به همین ترتیب هنگام عبور از روی شن و ماسه، چنین امواجی پترن‌های موجدار ایجاد می‌کنند. به‌طور مشابه، با عبور باد از روی شن و ماسه، پترن‌های تپه‌های شنی ایجاد می‌شود.

### حباب‌ها، کف

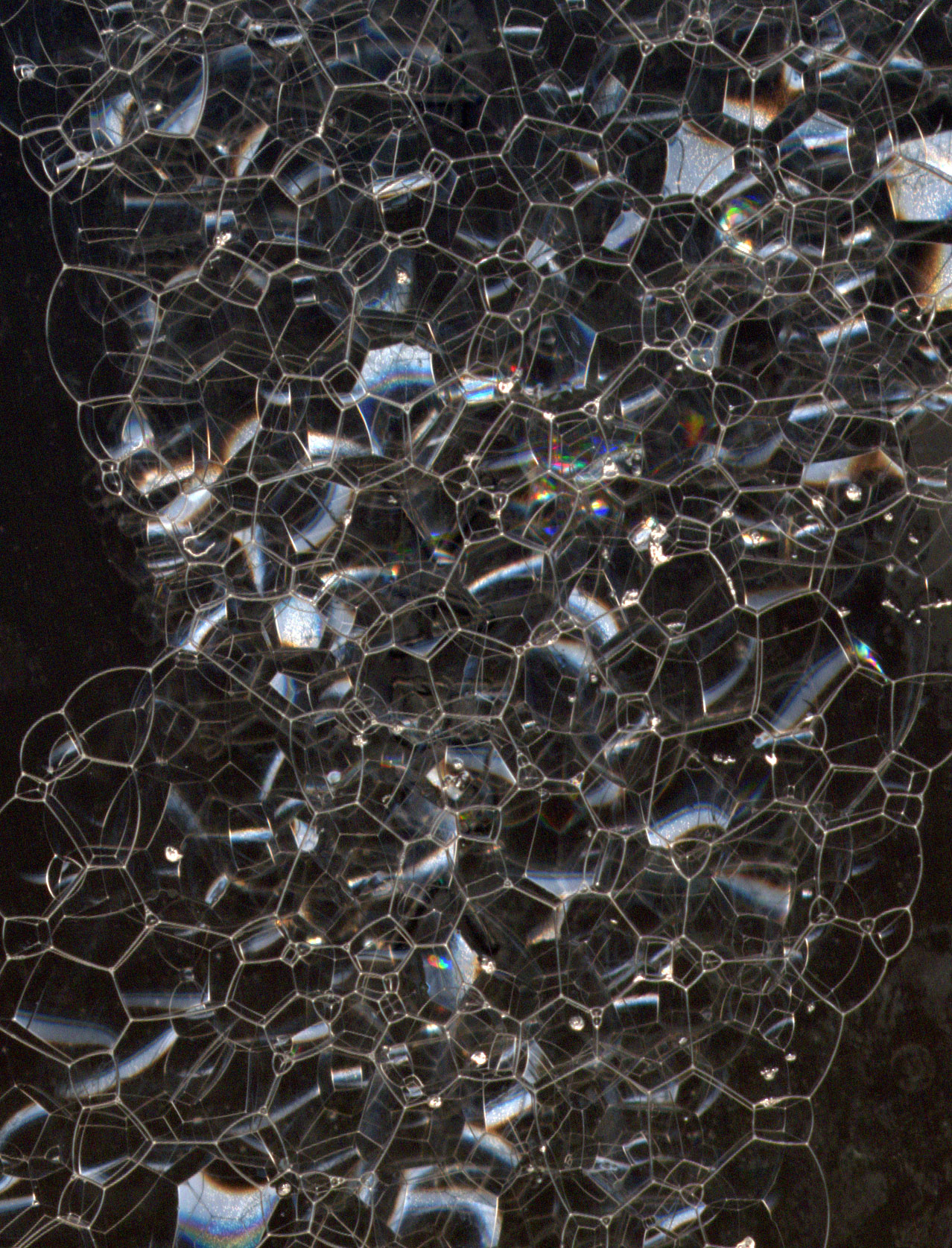
کف حباب صابون

کف‌ها از قوانین جوزف پلاتو پیروی می‌کنند، که به موجب آن فیلم‌ها صاف و مداوم و دارای ثابت انحنای میانگین باشند. پترن‌های فوم و حباب به‌طور گسترده‌ای در طبیعت وجود دارد، به عنوان مثال در شعاعیان، سوزنه‌های اسفنج‌ها و اسکلت‌های توری‌دارسانان و توتیای دریایی.

### تَرَک‌ها

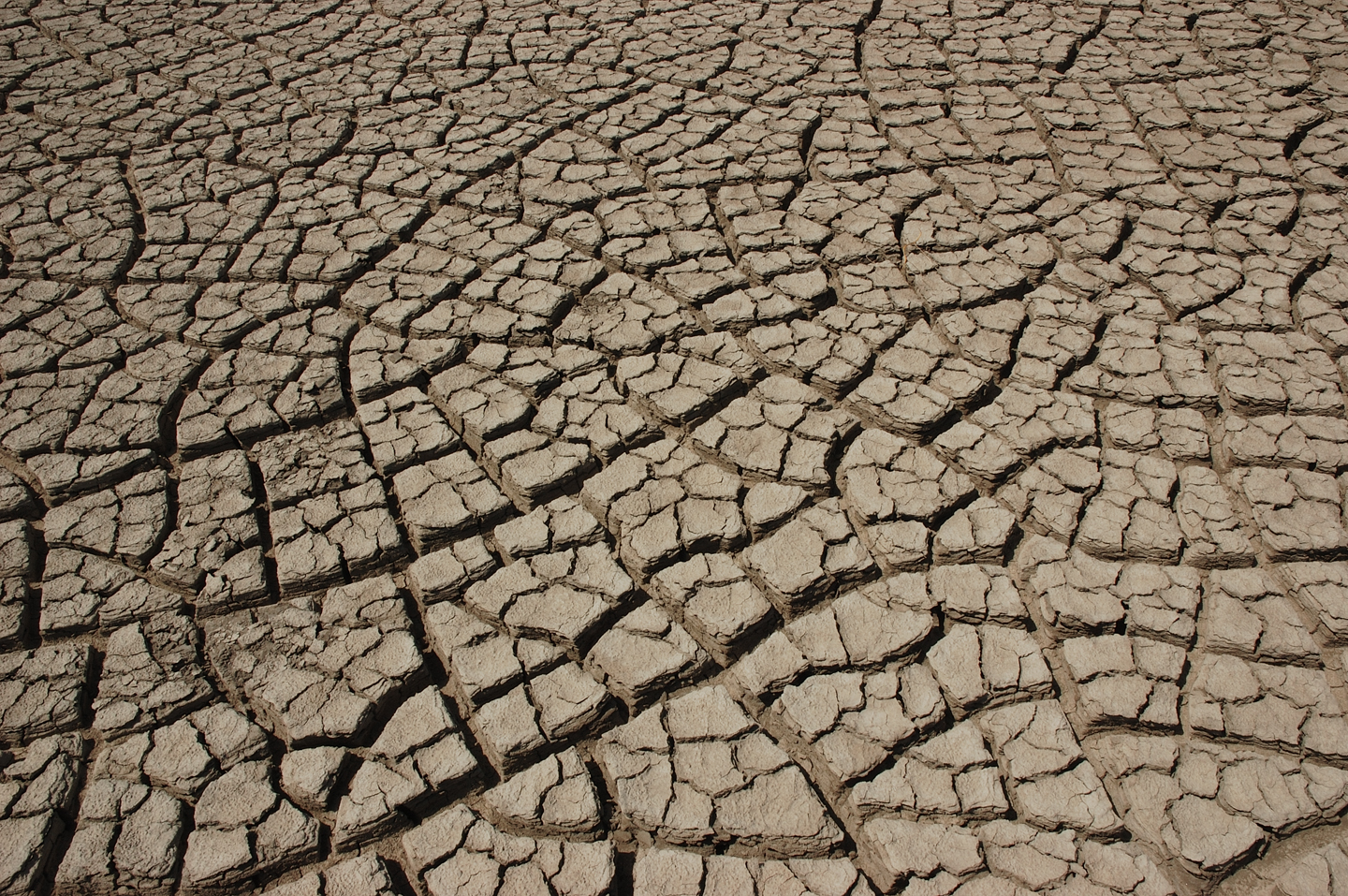
ترک‌های انقباضی

ترک‌ها در مواد ایجاد می‌شوند تا تنش را رها کند: با اتصالات ۱۲۰ درجه در مواد کشسان، اما در مواد بدون کشسان در ۹۰ درجه؛ بنابراین پترن‌های ترک‌ها نشان می‌دهد که ماده الاستیک است یا خیر. پترن‌های ترک خوردگی در طبیعت گسترده‌است، به عنوان مثال در سنگ‌ها، گِل، پوست درخت و لعاب و ورنی نقاشی و سرامیک‌های قدیمی.

### نقطه‌ها، نوارها

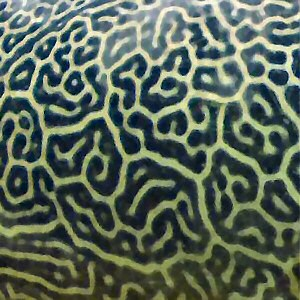
پوست غول پیکر ماهی

آلن تورینگ، و بعداً زیست‌شناس ریاضی جیمز دی موری و دانشمندان دیگر، مکانیزمی را توصیف کردند که به‌طور خود به خود الگوهای نقطه‌دار یا نوارها ایجاد می‌کند، به عنوان مثال در پوست پستانداران یا پرهای پرندگان: یک سامانه واکنش - انتشار شامل دو مکانیزم شیمیایی ضد یکدیگر، یکی فعال و دیگری که مانع از فعالیت، مانند رنگدانه تیره در پوست می‌شود. این الگوهای مکانی-زمانی به آرامی تغییر شکل می‌دهند، همان‌طور که تورینگ پیش‌بینی کرده‌است، ظاهر حیوانات به‌طور نامحسوس تغییر می‌کند.

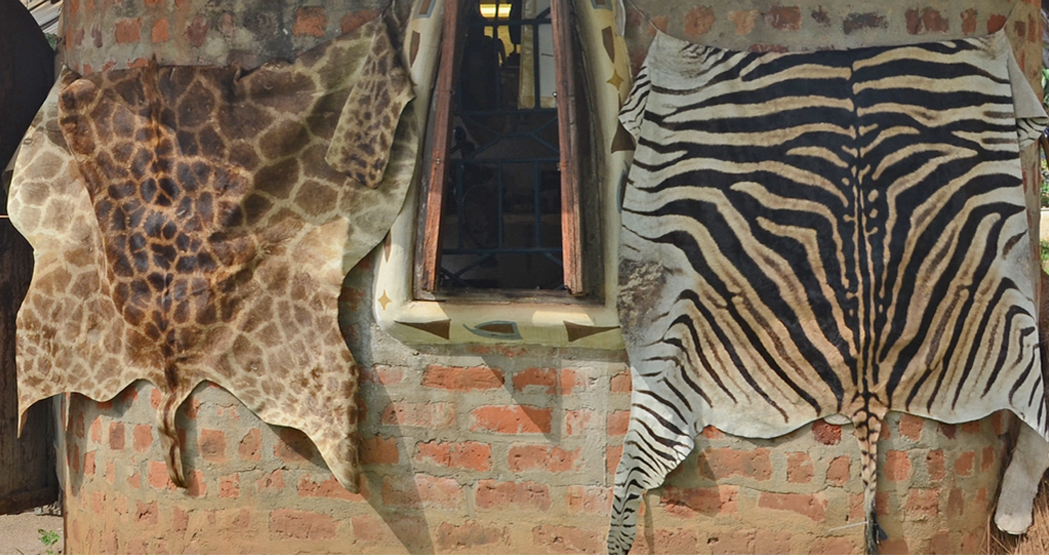
پوست زرافه آفریقای جنوبی (Giraffa camelopardalis giraffa) و گورخر Burchell (Equus quagga burchelli)

## هنر و معماری

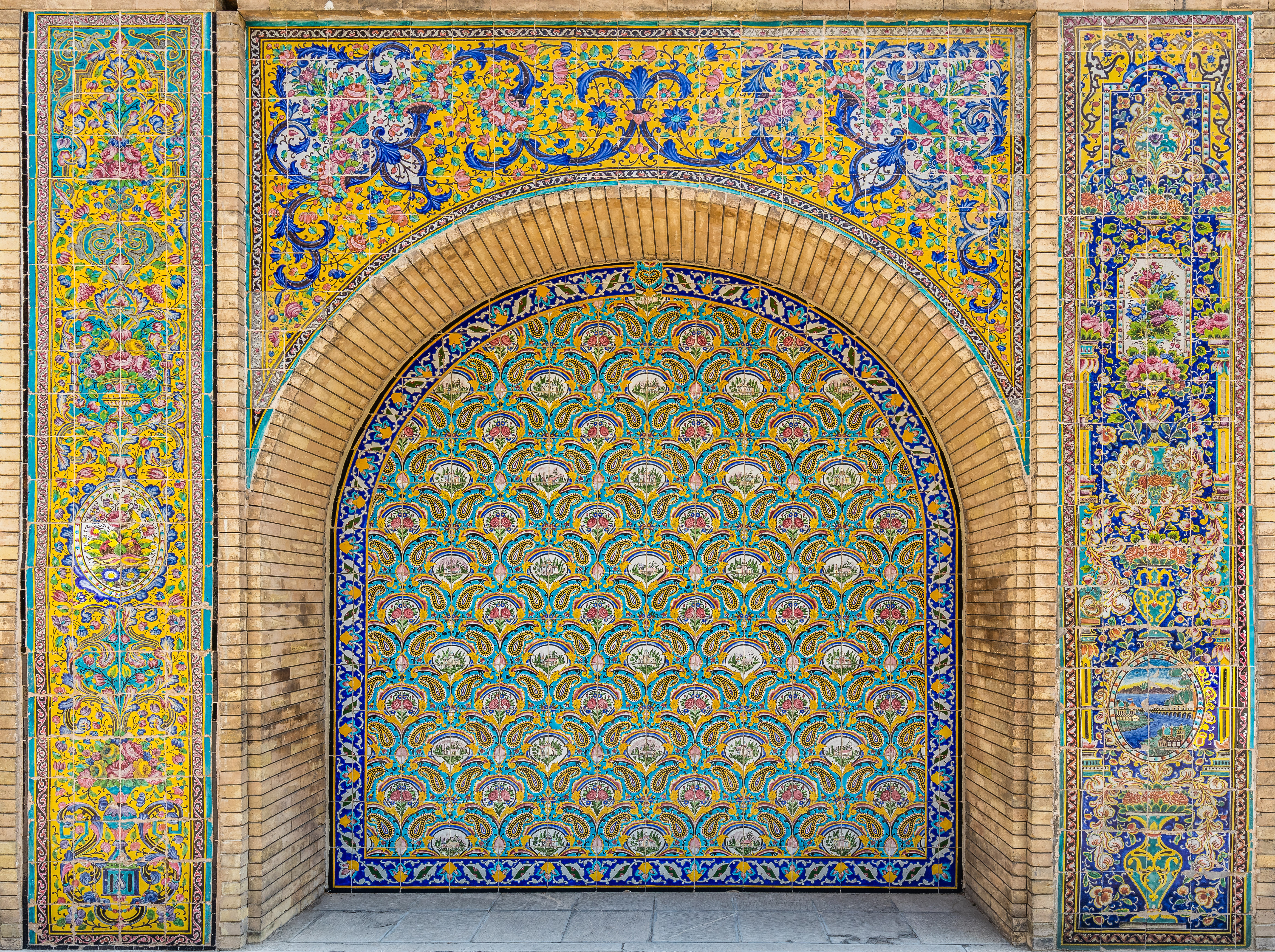
نگاره‌ای از کاشی‌کاری‌های دیوارهٔ عمارت شمس‌العماره در کاخ گلستان.

### کاشی‌کاری
در هنر تجسمی، پترن شامل ترتیبی است که به نوعی «سطوح یا ساختارها را به روشی منظم و مرتب سازمان می‌دهد». در ساده‌ترین حالت، یک پترن در هنر ممکن است به شکل هندسی یا شکل تکراری دیگر در یک نقاشی، طراحی، ملیله، کاشی‌کاری و سرامیک یا فرش باشد، اما پترنی ضروری نیست که دقیقاً تکرار شود به شرطی که به نوعی شکل یا «استخوان‌بندی» آثار هنری را سازمان دهد. در ریاضیات رسماً چیدمان یک صفحه با استفاده از یک یا چند شکل هندسی است (که ریاضیدانان آنها را کاشی می‌نامند)، بدون همپوشانی و بدون فاصله.

### در معماری

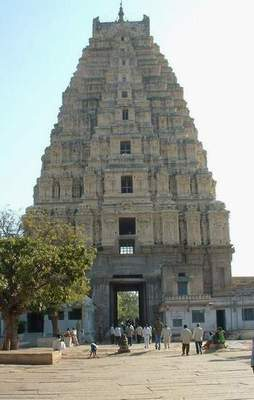
الگوها در معماری: معبد ویروپاکشا در هامپی دارای ساختاری مانند فرکتال است که قطعات به کل شبیه است.

مقالات اصلی: Pattern (architecture) and Mathematics and architecture
در معماری نقش‌مایه‌ها به روش‌های مختلف برای تشکیل پترن‌ها تکرار می‌شوند. به‌طور ساده، ساختارهایی مانند پنجره‌ها می‌توانند به صورت افقی و عمودی تکرار شوند (به تصویر اصلی مراجعه کنید). معماران می‌توانند از عناصر تزئینی و ساختاری مانند ستونها، سنتوری‌ها و نعل‌درگاه استفاده و تکرار کنند. تکرارها لازم نیست یکسان باشند. به عنوان مثال، معابد در هند جنوبی شکلی تقریباً هرمی دارند، جایی که عناصر پترن همانند فراکتال‌ها در اندازه‌های مختلف تکرار می‌شوند.

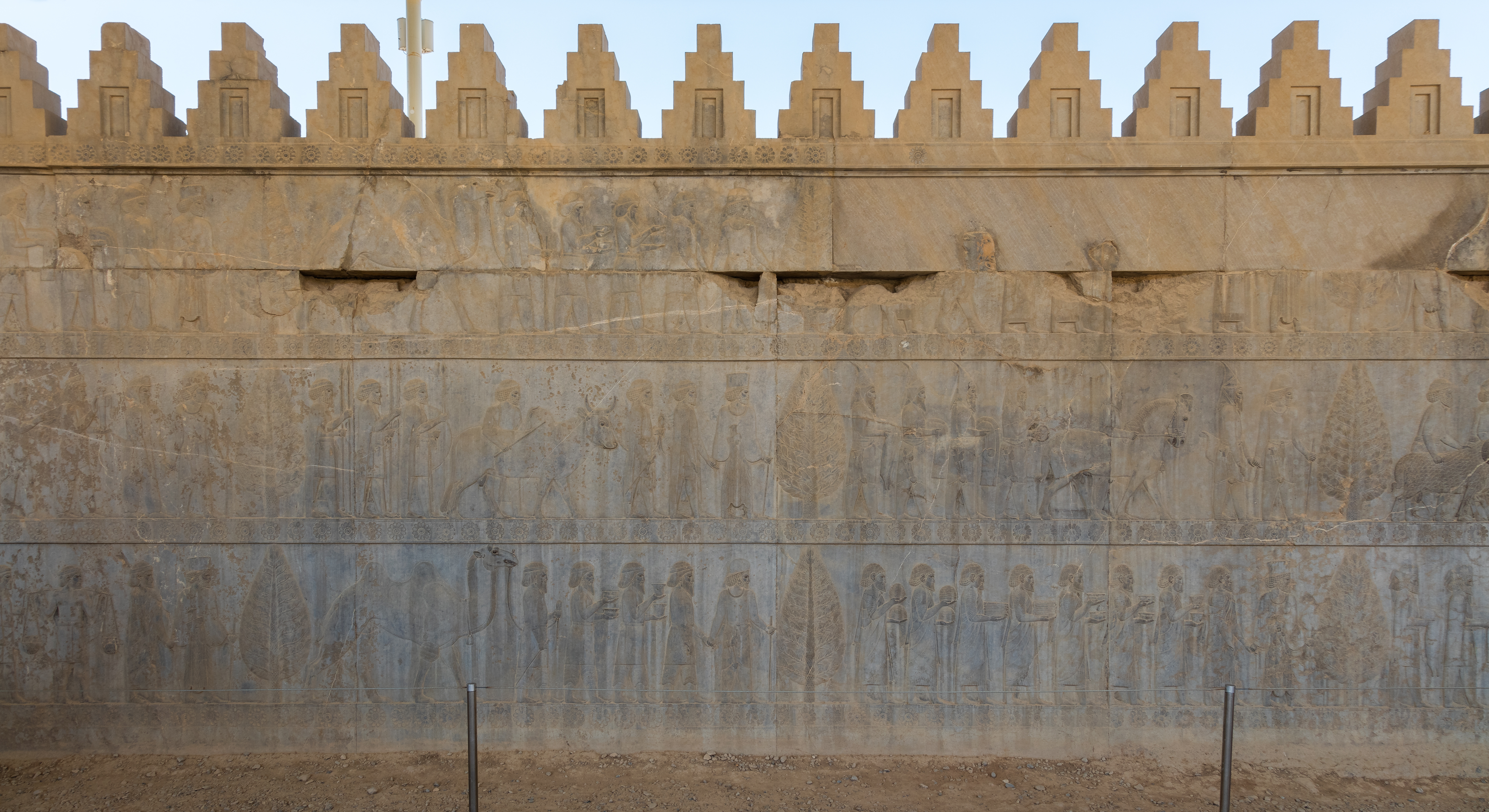
پترن در معماری: تخت جمشید

همچنین نگاه کنید به:pattern book.

## علوم و ریاضیات

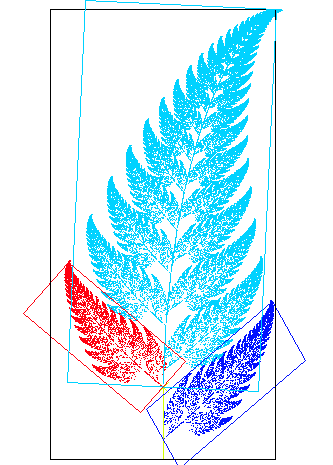
مدل فراکتال از یک سرخس نشان دهنده شباهت به خود

ریاضیات را گاهی اوقات «علم پترن» می‌نامند، به معنای قوانینی که می‌تواند در هر کجا که لازم باشد اعمال شود. به عنوان مثال، هر دنباله‌ای از اعداد که ممکن است توسط یک تابع ریاضی مدل‌سازی شود، می‌تواند یک پترن در نظر گرفته شود. ریاضیات را می‌توان به عنوان مجموعه‌ای از پترن‌ها آموزش داد.

### فراکتال‌ها
برخی از پترن‌های-حاکم در ریاضی را می‌توان تجسم کرد، و در این میان آنهایی هستند که پترن‌های در طبیعت را توضیح می‌دهند از جمله ریاضیات تقارن، امواج، پیچ و خم‌ها و فراکتال‌ها. فراکتال‌ها پترن‌های ریاضی هستند که در مقیاس تغییر نمی‌کنند. این بدان معنی است که شکل پترن بستگی به میزان نزدیکی شما در دیدن آن ندارد. شباهت-به-خود در فراکتال‌ها دیده می‌شود. نمونه‌هایی از فراکتال‌های طبیعی خطوط ساحلی و اشکال درختان هستند که بدون توجه به بزرگنمایی، از آن دیدگاه شکل خود را تکرار می‌کنند. در حالی که پترن‌های خود-مشابه می‌توانند به شکل نامحدود پیچیده به نظر برسند، قوانین لازم برای توصیف یا تولید شکل‌گیری آنها می‌توانند ساده باشند (به عنوان مثال سیستم‌های Lindenmayer برای توصیف اشکال درخت).
در تئوری پترن، که توسط اولف گرناندر ابداع شده‌است، ریاضیدانان سعی در توصیف جهان بر اساس پترن‌ها دارند. هدف این است که جهان به روش دوستانه‌ترِ محاسباتی برپاشود.
به معنای وسیع، هر نظمی که بتوان با یک نظریه علمی توضیح داد، یک پترن است. همانند ریاضیات، می‌توان علم را به عنوان مجموعه‌ای از پترن آموزش داد.

## علوم کامپیوتر
در علوم کامپیوتر ،پترن طراحی نرم‌افزار، به معنای تمپلیت، یک راه حل کلی برای یک مسئله در برنامه‌نویسی است. یک طرح پترن یک طرح کلی قابل استفاده مجدد طرح ساختاری را ارائه می‌دهد که می‌تواند توسعه بسیاری از برنامه‌های رایانه‌ای را تسریع کند.

## مُد
در مُد، پترن یک الگو (روبُر) است، یک ابزار فنی مسطح است که برای ایجاد هر تعداد لباس یکسان استفاده می‌شود. می‌توان آن را وسیله‌ای برای ترجمه از نقشه به لباس واقعی دانست.

## کتابشناسی - فهرست کتب

### در طبیعت
- Adam, John A. ریاضیات در طبیعت: پترن‌های مدل‌سازی در جهان طبیعی. پرینستون، ۲۰۰۶.
- توپ، فیلیپ ملیله خود ساخته: شکل‌گیری پترن در طبیعت. آکسفورد، ۲۰۰۱
- Edmaier، پترن‌های زمین. Phaidon Press، ۲۰۰۷.
- هاکل ، اشکال هنری ارنست طبیعت. دوور، ۱۹۷۴
- استیونز، پیتر اس پترن‌های در طبیعت. پنگوئن، ۱۹۷۴
- استوارت، یان. دانه برف چه شکلی است؟ اعداد جادویی در طبیعت. ویدنفلد و نیکلسون، ۲۰۰۱.
- تامپسون، D'Arcy W. در مورد رشد و شکل. ۱۹۴۲ ویرایش دوم (چاپ اول، ۱۹۱۷).شابک ‎۰−۴۸۶−۶۷۱۳۵−۶شابک 0-486-67135-6

### در هنر و معماری
- Alexander, C. A Pattern Language: شهرها، ساختمانها، ساخت و ساز. آکسفورد، ۱۹۷۷
- de Baeck , P. الگوها. بوکس، ۲۰۰۹
- گارسیا، م . الگوهای معماری. ویلی، ۲۰۰۹
- Kiely , O. الگو. هشت پایی کنران، ۲۰۱۰.
- Pritchard , S. V&A Pattern: The Fifties . انتشارات V&A، ۲۰۰۹.

### در علم و ریاضیات
- آدام، ریاضیات JA در طبیعت: پترن‌های مدل‌سازی در جهان طبیعی. پرینستون، ۲۰۰۶.
- Resnik، ریاضیات MD به عنوان علم پترن‌ها. آکسفورد، ۱۹۹۹

### در محاسبات
- Gamma, E. ، Helm, R. ، Johnson, R. ، Vlissides, J. Design Patterns. آدیسون-وسلی، ۱۹۹۴
- بیشاپ، شناخت پترن از CM و یادگیری ماشین. اسپرینگر، ۲۰۰۷.